# Taleporia autumnella
Taleporia autumnella är en fjärilsart som beskrevs av Hans Rebel 1919. Taleporia autumnella ingår i släktet Taleporia och familjen säckspinnare. Inga underarter finns listade i Catalogue of Life.